# Kielmeyera grandiflora
Kielmeyera grandiflora là một loài thực vật có hoa trong họ Calophyllaceae. Loài này được (Wawra) Saddi mô tả khoa học đầu tiên năm 1984.